# Bertaut Reef
Bertaut Reef – piaszczysta rafa koralowa w Amirantach, leżąca około 22 km na południowy zachód od atolu Saint Joseph i 14 km na północ od atolu Poivre. Największa w archipelagu wyspa Desroches leży 50 km na wschód.
Rafa ma długość 8,4 km i szerokość od 3,4 km w części południowej do 2,7 km w części północnej. Powierzchnia rafy wynosi ponad 20 km². Na południu znajduje się mała, niezamieszkana i nie porośnięta roślinnością piaskowa skała koralowa o powierzchni około 2000 m².